# Fenolan sodu
Fenolan sodu – organiczny związek chemiczny, sól fenolu i wodorotlenku sodu o wzorze chemicznym C6H5ONa. W wodzie dysocjuje na jony C6H5O- i Na+.
Roztwór wodny tej soli wykazuje odczyn zasadowy, gdyż fenol jest słabym kwasem.
Fenolan sodu służy do otrzymywania kwasu salicylowego w reakcji Kolbego.